# Lijst van afleveringen van Mindhunter
Dit is een lijst van afleveringen van de Amerikaanse misdaadserie Mindhunter. De serie ging op 13 oktober 2017 in première en telt twee seizoenen. In 2020 raakte bekend dat de serie waarschijnlijk geen derde seizoen zou krijgen.

## Overzicht
| Seizoen | Seizoen | Aantal afleveringen | Begindatum       | Einddatum        | Streamingdienst |
| ------- | ------- | ------------------- | ---------------- | ---------------- | --------------- |
| 0       | 1       | 10                  | 13 oktober 2017  | 13 oktober 2017  | Netflix         |
|         | 2       | 9                   | 16 augustus 2019 | 16 augustus 2019 | Netflix         |

## Afleveringen

### Seizoen 1 (2017)
Het eerste seizoen van de serie speelt zich af in 1977 en focust zich op seriemoordenaars als Ed Kemper, Jerry Brudos en Richard Speck.
| Nr. in serie | Nr. in seizoen | Titel        | Regie           | Scenario                      | Releasedatum Netflix |
| 1            | 1              | "Episode 1"  | David Fincher   | Joe Penhall                   | 13 oktober 2017      |
| 2            | 2              | "Episode 2"  | David Fincher   | Joe Penhall                   | 13 oktober 2017      |
| 3            | 3              | "Episode 3"  | Asif Kapadia    | Joe Penhall, Ruby Rae Spiegel | 13 oktober 2017      |
| 4            | 4              | "Episode 4"  | Asif Kapadia    | Joe Penhall, Dominic Orlando  | 13 oktober 2017      |
| 5            | 5              | "Episode 5"  | Tobias Lindholm | Jennifer Haley                | 13 oktober 2017      |
| 6            | 6              | "Episode 6"  | Tobias Lindholm | Joe Penhall, Tobias Lindholm  | 13 oktober 2017      |
| 7            | 7              | "Episode 7"  | Andrew Douglas  | Joe Penhall, Jennifer Haley   | 13 oktober 2017      |
| 8            | 8              | "Episode 8"  | Andrew Douglas  | Erin Levy, Jennifer Haley     | 13 oktober 2017      |
| 9            | 9              | "Episode 9"  | David Fincher   | Carly Wray, Jennifer Haley    | 13 oktober 2017      |
| 10           | 10             | "Episode 10" | David Fincher   | Joe Penhall, Jennifer Haley   | 13 oktober 2017      |

### Seizoen 2 (2019)
In het tweede seizoen, dat zich afspeelt in de periode 1979–1981, staan de Atlanta-kindermoorden en (serie)moordenaars als Charles Manson en David Berkowitz centraal.
| Nr. in serie | Nr. in seizoen | Titel       | Regie          | Scenario                                                     | Releasedatum Netflix |
| 11           | 1              | "Episode 1" | David Fincher  | Doug Jung, Joshua Donen, Courtenay Miles                     | 16 augustus 2019     |
| 12           | 2              | "Episode 2" | David Fincher  | Doug Jung, Joshua Donen, Courtenay Miles                     | 16 augustus 2019     |
| 13           | 3              | "Episode 3" | David Fincher  | Joshua Donen, Courtenay Miles, Phillip Howze                 | 16 augustus 2019     |
| 14           | 4              | "Episode 4" | Andrew Dominik | Joshua Donen, Courtenay Miles, Jason Johnson, Colin J. Louro | 16 augustus 2019     |
| 15           | 5              | "Episode 5" | Andrew Dominik | Pamela Cederquist, Liz Hannah                                | 16 augustus 2019     |
| 16           | 6              | "Episode 6" | Carl Franklin  | Joshua Donen, Courtenay Miles                                | 16 augustus 2019     |
| 17           | 7              | "Episode 7" | Carl Franklin  | Joshua Donen, Courtenay Miles, Liz Hannah                    | 16 augustus 2019     |
| 18           | 8              | "Episode 8" | Carl Franklin  | Joshua Donen, Courtenay Miles, Alex Metcalf                  | 16 augustus 2019     |
| 19           | 9              | "Episode 9" | Carl Franklin  | Joshua Donen, Courtenay Miles, Shaun Grant                   | 16 augustus 2019     |